# Equipe sérvia na Copa Davis
A equipe sérvia na Copa Davis representa a Sérvia na Copa Davis, principal competição de tênis masculina por equipes do mundo. É administrada pela Teniski Savez Srbije.
Conquistou um título.

## História
Como nação independente, a Sérvia estreou em 2007. Anteriormente, jogou como:
- Equipe servo-montenegrina na Copa Davis (2003–2006);
- Equipe iugoslava na Copa Davis (até 2002);

## Última escalação
Pela fase de grupos do Finals, em setembro de 2023.
- Nikola Čačić
- Laslo Djere
- Novak Djokovic
- Dušan Lajović
- Miomir Kecmanović